# Mainhardt
Mainhardt ist eine Gemeinde im Landkreis Schwäbisch Hall in Baden-Württemberg. Die Gemeinde wurde im 11. Jahrhundert erstmals erwähnt und hat 6.166 Einwohner. Durch sie läuft der Obergermanisch-Raetische Limes, der seit 2005 auf der Welterbeliste der UNESCO steht. Der Ort trägt das Prädikat Luftkurort. Von Einheimischen wird der Ortsname [ˈmɔːɐt] ausgesprochen (also etwa wie Moard).

## Geographie

### Geographische Lage

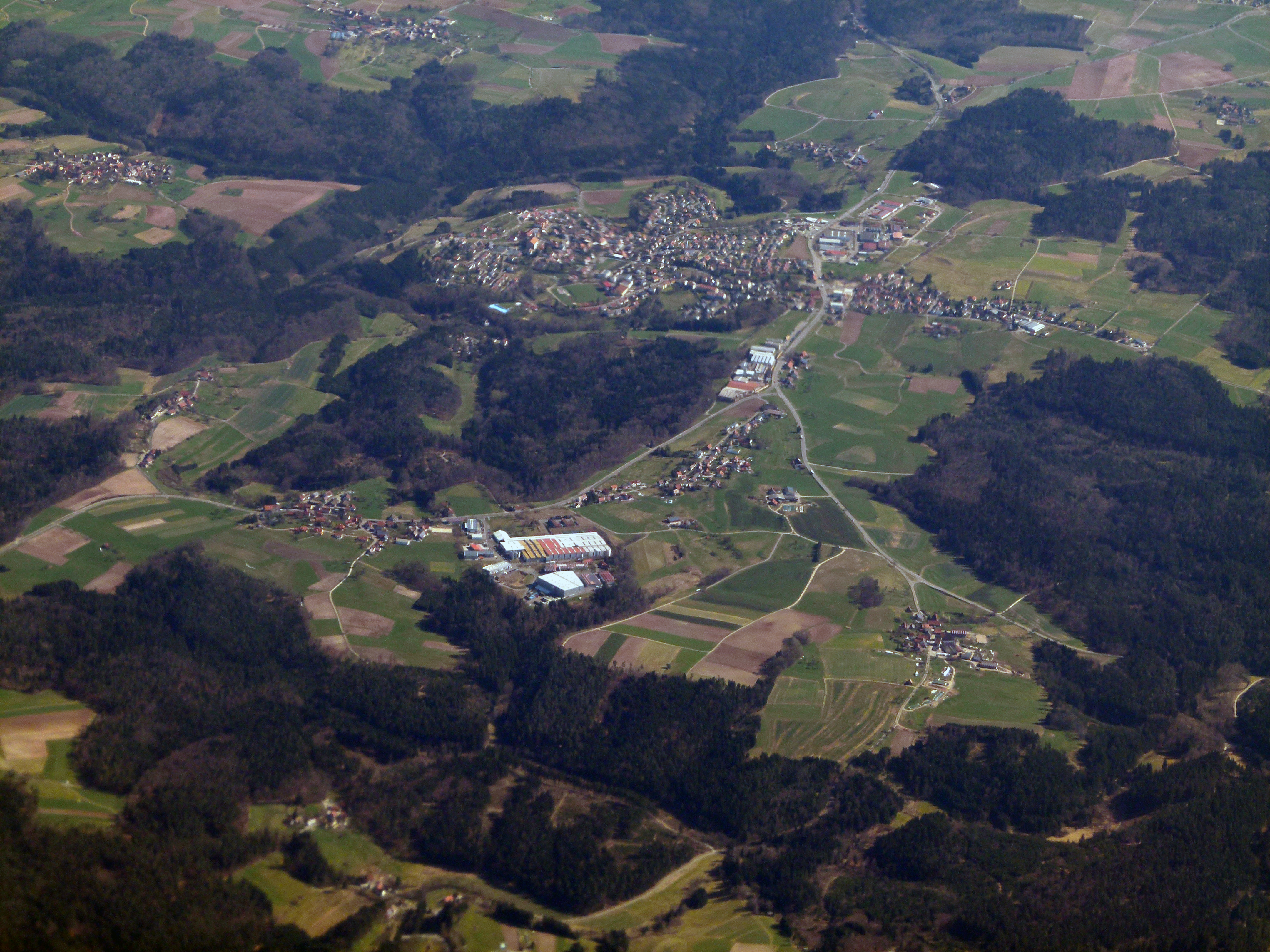
Luftbild von Mainhardt

Mainhardt liegt im Naturraum Schwäbisch-Fränkische Waldberge im Mainhardter Wald, etwa 14 km von der Kreisstadt Schwäbisch Hall im Ostnordosten entfernt und etwa 26 km von Heilbronn im Westnordwesten (jeweils Luftlinie). Die Bundesstraße 14 von Schwäbisch Hall in Richtung Sulzbach an der Murr und Stuttgart berührt den Ort im Süden, von ihr zweigt wenig danach die Bundesstraße 39 in Richtung Löwenstein und Heilbronn ab.
Das Dorf Mainhardt liegt in einer Rodungsinsel auf dem Nordausläufer einer etwa 3 km breiten Hochebene zwischen den Tälern von Brettach im Norden und Rot im Süden. Die Brettach entspringt etwa 3 km nordöstlich des Dorfes, nähert sich in einem Südbogen dem Dorfrand bis auf etwa 200 m – ihr immer steiler werdendes Kerbtal hat hier gegenüber der Hochebene schon über 90 m Tiefe – und kehrt sich dann nach Nordwesten. Der Dorfkern zieht sich den flacheren oberen Teil des Anstiegs vom Tal herauf bis zur Hochebene, eingerahmt von den steilen Tälern sehr kurzer Bäche zur Brettach. Die Rot fließt etwa 2 km südlich des Ortes von Westen nach Osten, ihr Taleinschnitt ist merklich geringer.
In der Flur der Rodungsinsel um das Dorf Mainhardt selbst befinden sich, meist unverbunden, weitere kleine Siedlungsstellen. Die Besiedlung auf dem restlichen Gemeindegebiet, das recht stark bewaldet ist, zerstreut sich über mehrere Flurinseln in viele Einzelgehöfte und Weiler. Leidlich große Ansiedlungen sind darunter nur Bubenorbis im Osten, Lachweiler und Ziegelbronn im Nordosten, Geißelhardt und Gailsbach im Norden, Ammertsweiler im Nordwesten und Hütten im Südosten.

### Gemeindegliederung
Neben dem namengebenden Mainhardt gehören die früher selbständigen Gemeinden Ammertsweiler, Bubenorbis, Geißelhardt und Hütten mit insgesamt 50 Dörfern, Weilern, Höfen und Häusern zur Gemeinde.

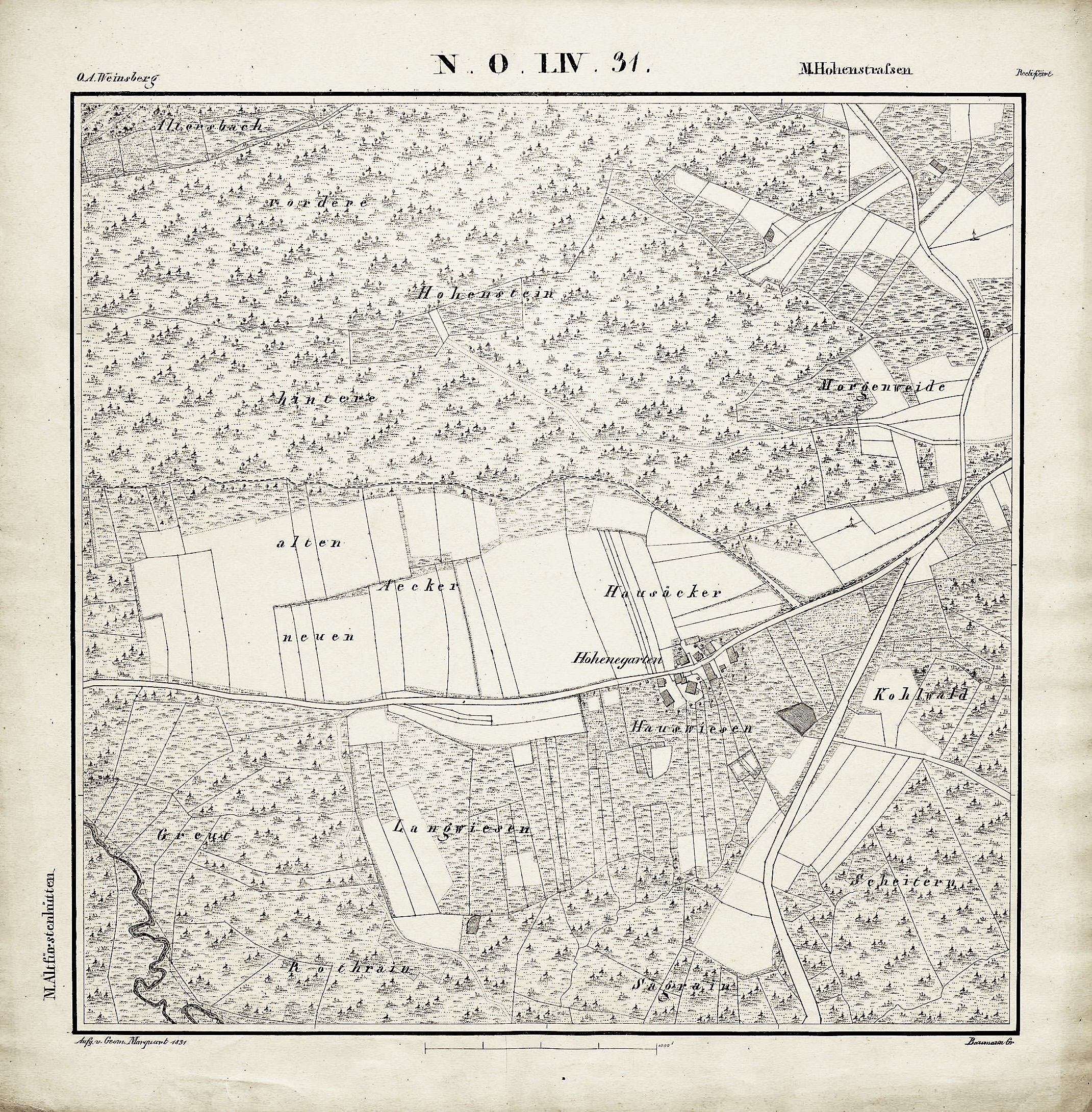
Urflurkarte Hohenegarten, Gemeinde Mainhardt (1831)

| Wappen Ammertsweiler | - Zur ehemaligen Gemeinde Ammertsweiler gehören das Dorf Ammertsweiler, die Weiler Eulhof, Gögelhof, Klingenhof und die Höfe Laukenmühle und Schollenhof. |
| Wappen Bubenorbis    | - Zur ehemaligen Gemeinde Bubenorbis gehören das Dorf Bubenorbis, die Weiler Maibach, Riegenhof, Stock und Ziegelbronn und zwei Wohnplätze des Namens Aschenhütte sowie die abgegangene Ortschaft Herzogenmulen. |
| Wappen Geisselhardt  | - Zur ehemaligen Gemeinde Geißelhardt gehören das Dorf Geißelhardt, die Weiler Dürrnast, Frohnfalls, Haubühl, Lachweiler, Neuwirtshaus, Rappenhof, Schönhardt, Steinbrück, Storchsnest und Streithag, die Höfe Hausenbühl, Hegenhof und Klingenhöfle und die Wohnplätze Hegenhäule und Steinhof sowie die abgegangenen Ortschaften Drohenberg, Veitlenshof und Waldbruderhaus. |
| Wappen Hütten        | - Zur ehemaligen Gemeinde Hütten gehören das Dorf Hütten, die Weiler Bäumlesfeld und Württemberger Hof und die Höfe Scherbenmühle, Traubenmühle und Zimmerhaus sowie die abgegangenen Ortschaften Hankertsmühle und Pumphof. |
| Wappen Mainhardt     | - Zur Gemeinde Mainhardt im Gebietsstand vom 30. Juni 1971 gehören die Dörfer Mainhardt, Gailsbach mit Seehäuser, Hohenstraßen, die Weiler Baad, Dennhof, Hohenegarten, Mönchsberg und Rösersmühle, die Gemeindeteile Neuwirtshaus und Waspenhof, die Höfe Hammerschmiede, Mittelmühle, Neusägmühle, Nüßlenshof und Vordermühle sowie die abgegangene Ortschaft Löffelgrube.   |

### Flächenaufteilung
Nach Daten des Statistischen Landesamtes, Stand 2014.

### Nachbargemeinden
Nachbarstädte und -gemeinden Mainhardts sind (im Uhrzeigersinn, beginnend im Nordosten): Michelfeld, Schwäbisch Hall, Oberrot (alle drei Landkreis Schwäbisch Hall), Großerlach (Rems-Murr-Kreis), Wüstenrot (Landkreis Heilbronn), Bretzfeld und Pfedelbach (beide Hohenlohekreis).

## Demographie
Bevölkerungsentwicklung:
| Jahr | Einwohner |
| ---- | --------- |
| 1939 | 2.853     |
| 1961 | 3.532     |
| 1970 | 3.818     |
| 1980 | 4.210     |
| 1990 | 4.636     |
| 2000 | 5.397     |
| 2010 | 5.715     |
| 2017 | 5.904     |

## Geschichte

### Die römische Zeit

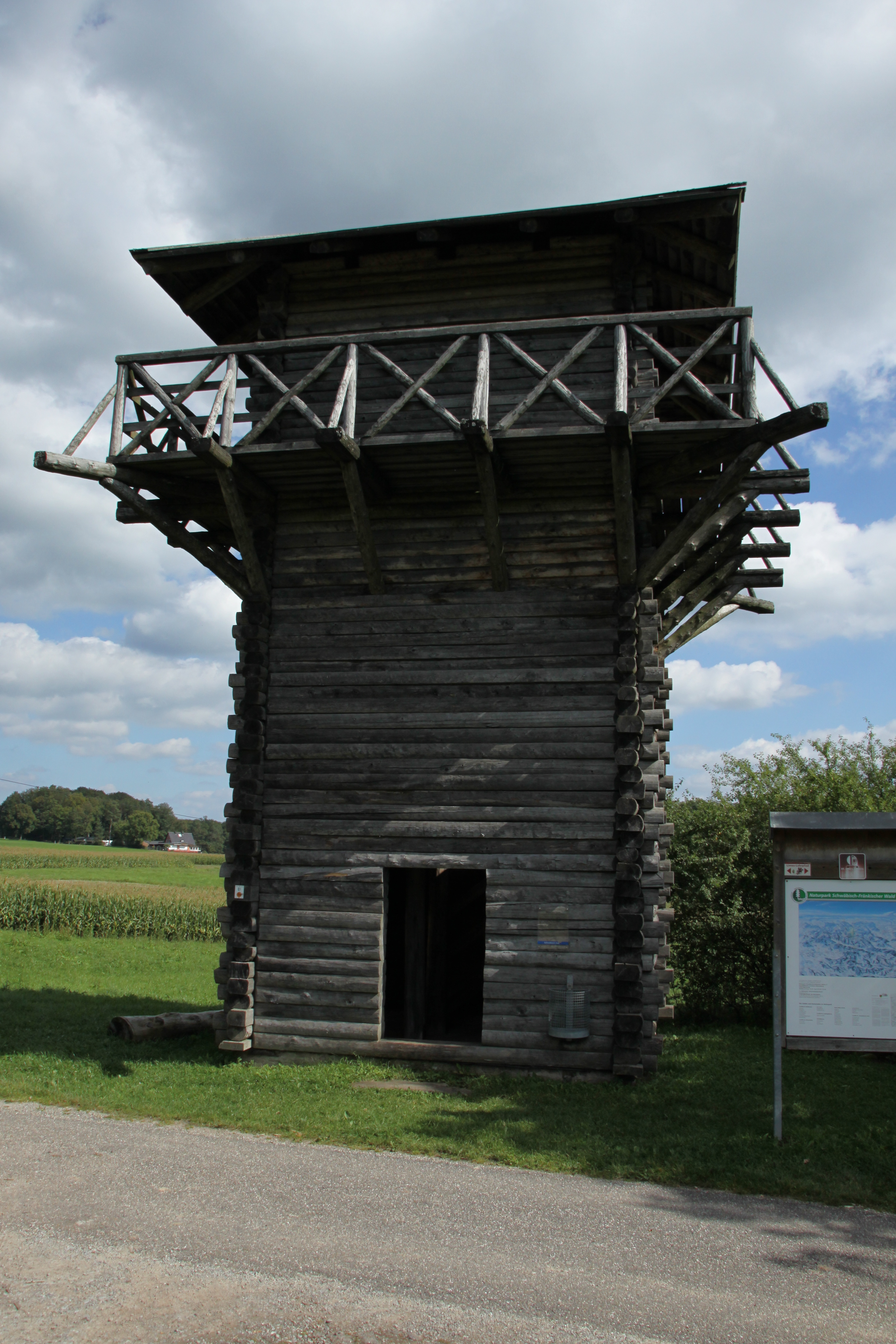
Rekonstruierter Wachturm am Limes in Mainhardt, der nicht seinem historischen Vorbild entspricht

Im Jahr 150 nach Christus wurde die Grenze des römischen Weltreichs gegen die germanischen Gebiete ein letztes Mal weiter nach Osten vorgeschoben, vom Neckar-Odenwald-Limes auf die Linie des Obergermanischen Limes. Im Zuge dieser Grenzanlage errichteten die römischen Legionäre auf dem Gelände des heutigen Mainhardter Schulzentrums rund 320 Meter westlich des Limes ein Steinkastell von 177 Metern Länge und 142 Metern Breite, von dem der südwestliche Eckbereich mit Turmstumpf freigelegt und konserviert ist. Das Kastell war mit einer etwa 500 Mann starken, teilweise berittenen Kohorte belegt und bestand etwa bis zum Jahr 260 n. Chr. als der obergermanische Limes aufgegeben wurde.
Direkt am Limes befand sich das 540 m² große Kleinkastell Mainhardt-Ost. Den Kastellmauern war ein 2 m breiter Wehrgraben vorgelagert. In Richtung Limes befand sich ein knapp 3 m breites Tor. Spuren des Kastelldorfs wurden südwestlich des Kastells entdeckt. Die Mainhardter Benefiziarierstation war von untergeordneter Bedeutung.
Am nördlichen Ufer der Rot, etwa 50 m vom Limes entfernt, befand sich das Kleinkastell Hankertsmühle. Mit 17 m × 19 m Seitenlänge und einer Grundfläche von 300 m² gehört es zu den kleinsten Kastellen. Das an der Ostseite gelegene, 1,52 m breite Tor war von Torwangen eingefasst und zum Limes hin gerichtet.
Als erste Besatzung des Mainhardter Kastells ist die „1. teilberittene asturische Kohorte“ (Cohors I Asturum equitata) überliefert, die zuvor am Neckar im Kastell Walheim stationiert war. Später wurde sie, vermutlich unter Kaiser Septimius Severus (146–211), nach Britannien verlegt und durch eine Einheit mit nicht überliefertem Namen ersetzt.
Ausgrabungen ergaben, dass sich in der Nähe des Kastells ein Lagerdorf und eine Kultstätte zu Ehren des Jupiters befanden.
Im Jahre 260 nach Christus wichen die Römer zurück und gaben den Limes als Grenzlinie auf. In der Folgezeit verfielen das Kastell und Teile des Limes bzw. sie wurden, insbesondere seit dem Ende des Zweiten Weltkriegs, überbaut. In den Wäldern und Fluren um Mainhardt sind jedoch Graben und Wall auf weiten Strecken zu erkennen, ihr Verlauf ist recht gut nachzuvollziehen.

### Mittelalter
Die erste urkundliche Erwähnung von Mainhardt datiert auf das Jahr 1027. In einer Schenkungsurkunde die am 16. Juli in Ulm ausgestellt wurde, übereignete Kaiser Konrad II. dem Bischof von Würzburg ein großes Waldgebiet im Bereich des Klosters Murrhardt. Es reichte im Norden bis zu einem Weg, der damals durch Mainhardt führte.
In der Zeit der Staufer-Kaiser wurde die Burg Gleichen erbaut, vermutlich als Reichsburg, und die Herrschaft Gleichen entstand. Zu dieser Landesherrschaft gehörte unter anderen auch der Ort Mainhardt.
In späterer Zeit gelangten Teile von ihr, darunter der Ort Mainhardt, als Allod (Eigengut) an die Schenken von Limpurg. Im Jahre 1274 übereignete Schenk Walther die „Villa Meinhart“ an König Rudolf von Habsburg. Dieser gab diesen Besitz einem Ministerialen zum Lehen.
Am Anfang des 14. Jahrhunderts geriet die Herrschaft Gleichen und mit ihr Mainhardt in den Besitz der Grafen von Löwenstein. Wegen Verschuldung und anderer finanzieller Probleme verpfändeten sie Mainhardt mehrfach an andere Adelsgeschlechter. Im Jahre 1416 kaufte Graf Albrecht von Hohenlohe die Herrschaft Gleichen mitsamt Mainhardt, das fortan bis zum Jahre 1806 (Mediatisierung der Fürstenhäuser und Übergang an Württemberg) im Besitz des Fürstenhauses Hohenlohe-Bartenstein verblieb.

### Die Neuzeit
Von 1500 bis 1806 war Hohenlohe ein Teil des Fränkischen Reichskreises, somit auch Mainhardt. Um 1750 rebellierten die Mainhardter Bewohner gegen ihren Landesherren, den Fürsten zu Hohenlohe-Bartenstein. Sie verweigerten ihm jegliche Steuerzahlung und Naturalabgabe. In ihrem Zorn über die ihrer Meinung nach unerträglichen Forderungen des Fürsten strengten sie sogar einen Prozess beim höchsten Gericht des damaligen deutschen Reiches in Wien an, dem Reichshofrat. Zehn Jahre lang währte der Machtkampf zwischen den Mainhardtern und ihrem Landesherren. Am Ende entschied der Kaiser zugunsten des Fürsten. Die Folge davon waren hochverschuldete und dadurch bettelarme Untertanen.
Vier Jahre nach der Niederschlagung dieser Mainhardter Rebellion machten dann die Räuber vom Mainhardter Wald unter dem Räuberhauptmann Heinrich Weiß die Region durch Raub und Plünderung auf den durch den Wald führenden Fernhandelsstraßen unsicher.

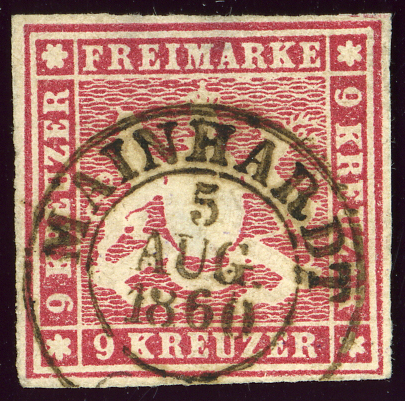
Mainhardt im Königreich, 1860

Während der französischen Besatzungszeit unter Napoleon erlebte Süddeutschland eine einschneidende Gebietsreform (Säkularisation und Mediatisierung 1803 bis 1810), bei der die Besitzungen der Hohenloher Fürstenhäuser 1806 dem Königreich Württemberg einverleibt wurden. Danach gehörte Mainhardt anfangs zum Oberamt Neuenstein, ab 1810 zum Oberamt Öhringen, ab 1813 dann zum Oberamt Weinsberg, bei dem es bis zum Jahre 1926 verblieb. Die heutigen Teilorte der Gemeinde Mainhardt gehörten von 1813 bis 1926 (bzw. 1938) verschiedenen Oberämtern an: Mainhardt und Ammertsweiler dem Oberamt Weinsberg, Bubenorbis dem Oberamt Hall, Geißelhardt dem Oberamt Öhringen und Hütten dem Oberamt Gaildorf. Mit der vom Volksstaat Württemberg vorgenommenen Auflösung des Oberamts Weinsberg wurde Mainhardt 1926 dem Oberamt Hall zugeschlagen, aus dem 1938 im Zuge der Kreisreform während der NS-Zeit in Württemberg der Landkreis Schwäbisch Hall hervorging.

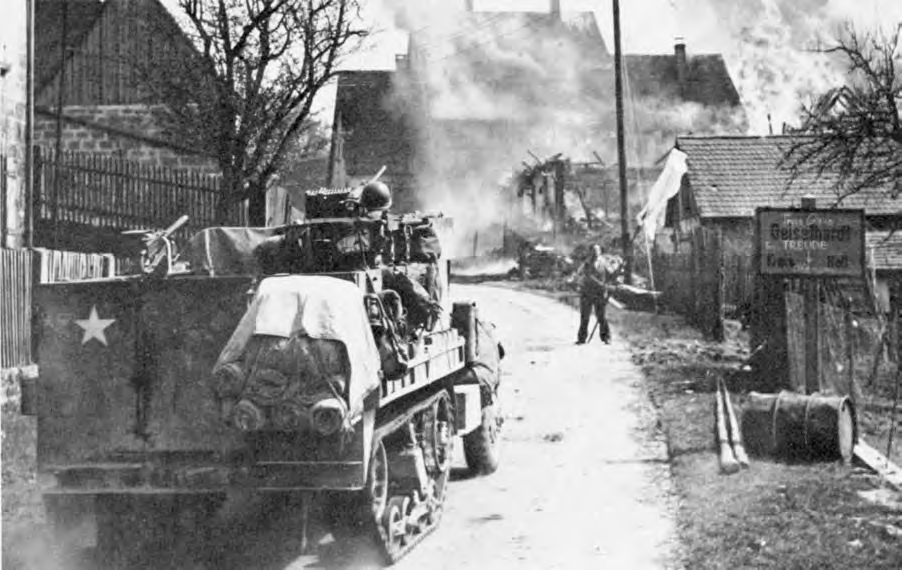
US-Truppen ziehen 1945 in Geißelhardt ein

Ab 1945 lag Mainhardt in der Amerikanischen Besatzungszone und gehörte dann zum Land Württemberg-Baden, das 1952 im Bundesland Baden-Württemberg aufging.
Bei der Gemeindereform in Baden-Württemberg verloren im Mainhardter Wald Ammertsweiler, Bubenorbis, Geißelhardt und Hütten ihre Selbständigkeit und wurden nach Mainhardt eingemeindet, das heute auch Sitz der Gemeindeverwaltung ist. Der Anschluss Ammertsweilers wurde am 1. Juli 1971 vollzogen, der von Geißelhardt und Bubenorbis am 1. Januar 1972, der von Hütten am 1. Januar 1974. Der Weiler Schuppach und der Hof Heimaten, beide im Oberen Ohrntal, die zur Altgemeinde Geißelhardt gehörten, wurden am 1. Januar 1973 auf Wunsch der Bewohner der Ortschaft Untersteinbach zugeordnet und somit in die Gemeinde Pfedelbach umgegliedert.

## Politik

### Bürgermeister
- 1948–1986: Helmut Rau
- 1986–2010: Karlheinz Hedrich
- seit 2010: Damian Komor (CDU)[21]

Damian Komor wurde im Januar 2018 mit 97,3 % der Stimmen wiedergewählt.

### Gemeinderat
Der Gemeinderat besteht aus den gewählten ehrenamtlichen Gemeinderäten und dem Bürgermeister als Vorsitzendem. Der Bürgermeister ist im Gemeinderat stimmberechtigt.
Bei der Kommunalwahl am 9. Juni 2024 wurde folgendes Ergebnis erzielt. Die Wahlbeteiligung lag bei 60,8 %.
| Partei/Liste                        | 2024   | 2024   | 2019   | 2019   |
| Partei/Liste                        | Anteil | Sitze  | Anteil | Sitze  |
| ----------------------------------- | ------ | ------ | ------ | ------ |
| Unabhängige Wählervereinigung (UWV) | 66,8 % | 12     | 68,9 % | 16     |
| Freie Alternative Liste (FAL)       | 28,1 % | 05     | 31,1 % | 07     |
| Freie Wählervereinigung             | 05,1 % | 01     | --     | --     |
| Wahlbeteiligung                     | 60,8 % | 60,8 % | 49,9 % | 49,9 % |

### Wappen und Flagge
Die Blasonierung des Mainhardter Wappens lautet: „In gespaltenem Schild vorne in Schwarz ein goldener Löwe, hinten in Gold auf grünem Boden eine natürliche Birke.“ Die Flagge der Gemeinde ist Grün-Gelb.

Die Gemeinde Mainhardt nahm 1927 ein Wappen an, das in gespaltenem Schild vorne in Schwarz einen hersehenden silbernen Löwen zeigte, der in der linken Pranke ein silbernes Schildchen hielt, darin zwei schreitende, hersehende schwarze Löwen übereinander, und hinten in Gold auf grünem Dreiberg einen grünen Baum. Der Löwe hielt das Stammwappen der Hohenloher und erinnerte an deren Herrschaft über den Ort von 1416 bis ins 19. Jahrhundert, der Baum bezog sich auf den Namensbestandteil -hardt („Weidewald“). Das Wappen wurde 1957 vereinfacht und vom baden-württembergischen Innenministerium bestätigt.
Die Flagge wurde der Gemeinde am 17. März 1980 vom Landratsamt des Landkreises Schwäbisch Hall verliehen.
Im Rathaus in Mainhardt sind die Wappen der eingemeindeten Ortsteile Ammertsweiler, Bubenorbis, Geißelhardt und Hütten ausgestellt.

## Sehenswürdigkeiten
Dorfmitte Mainhardt

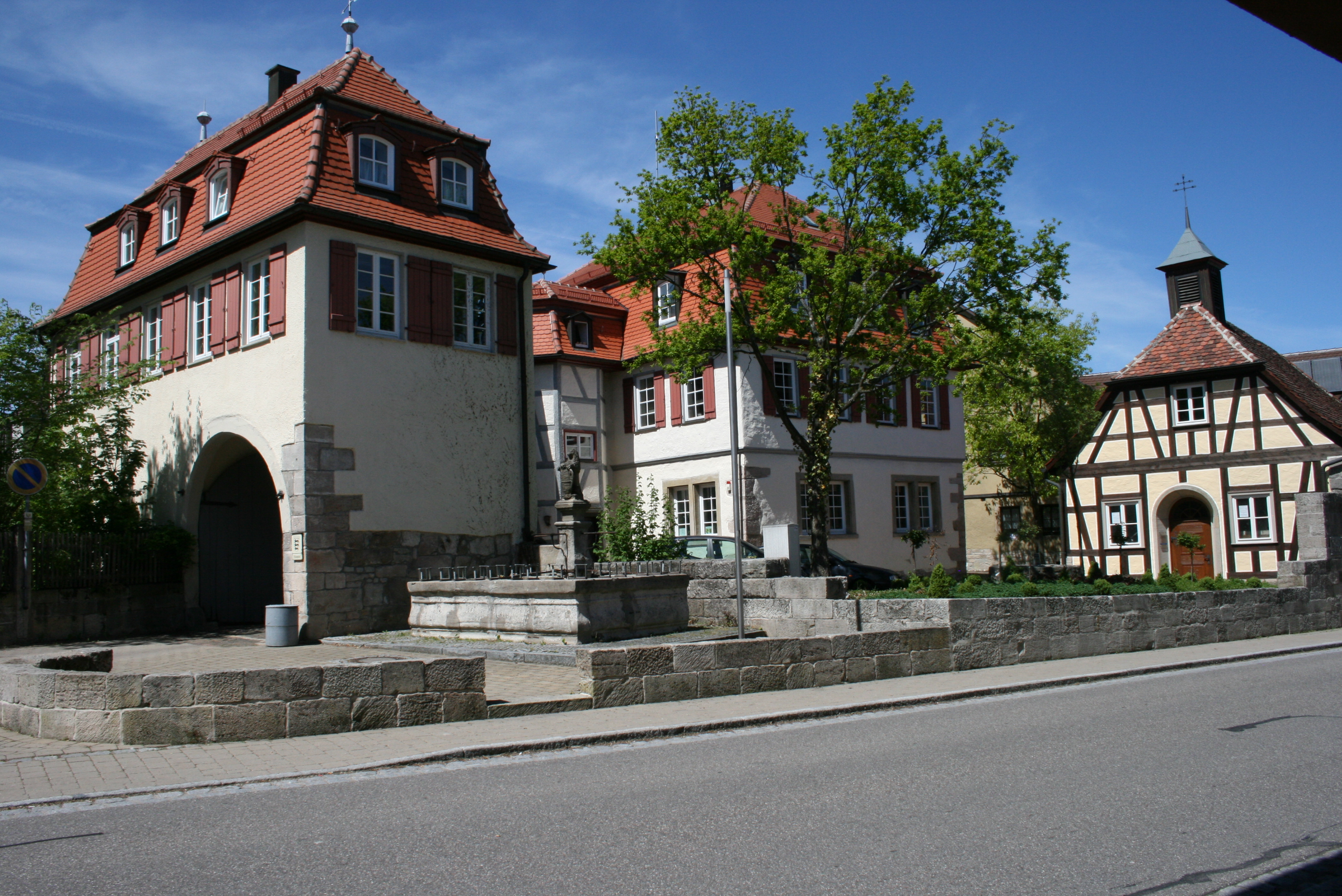
Das Schlössle
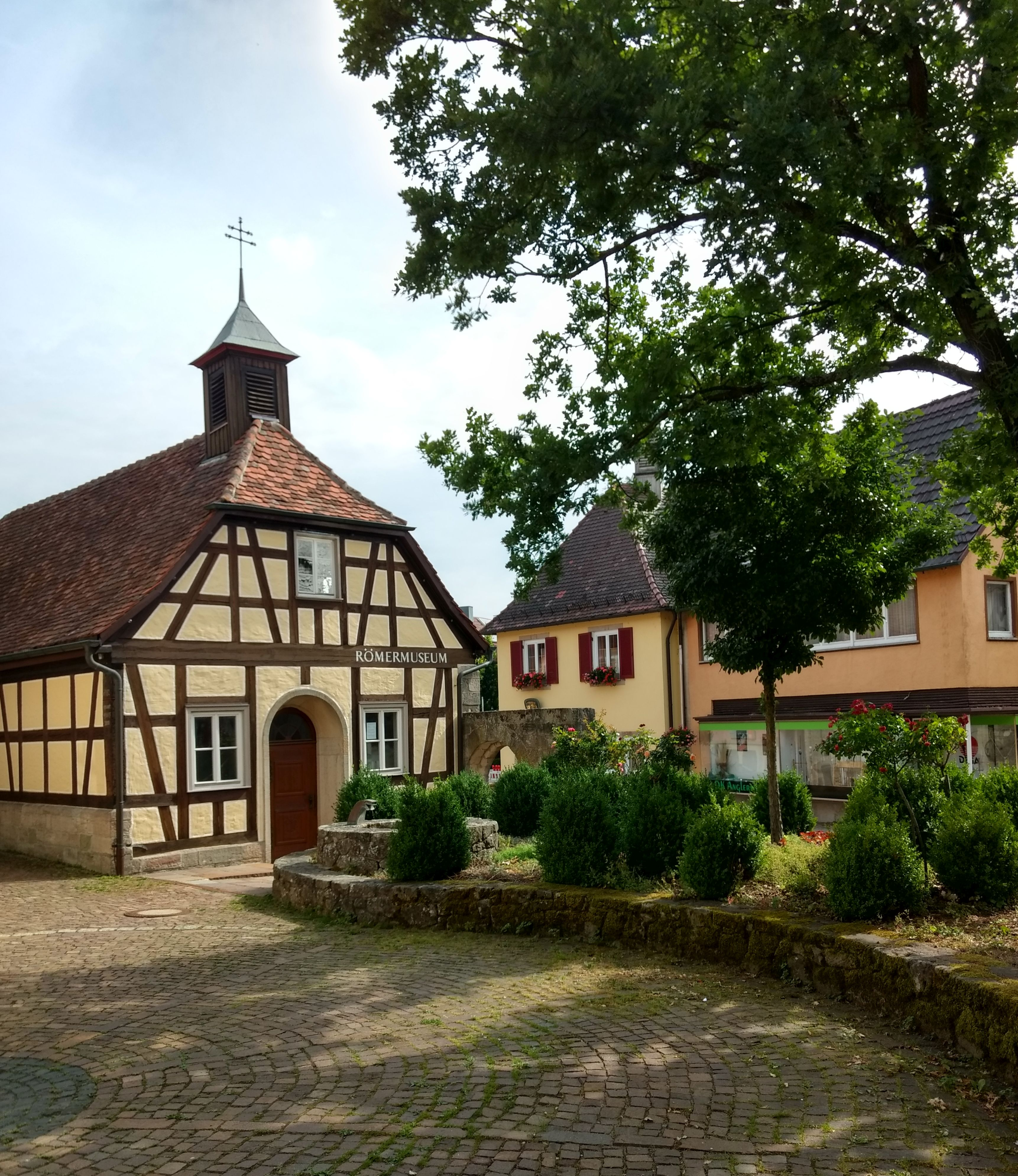
Römermuseum
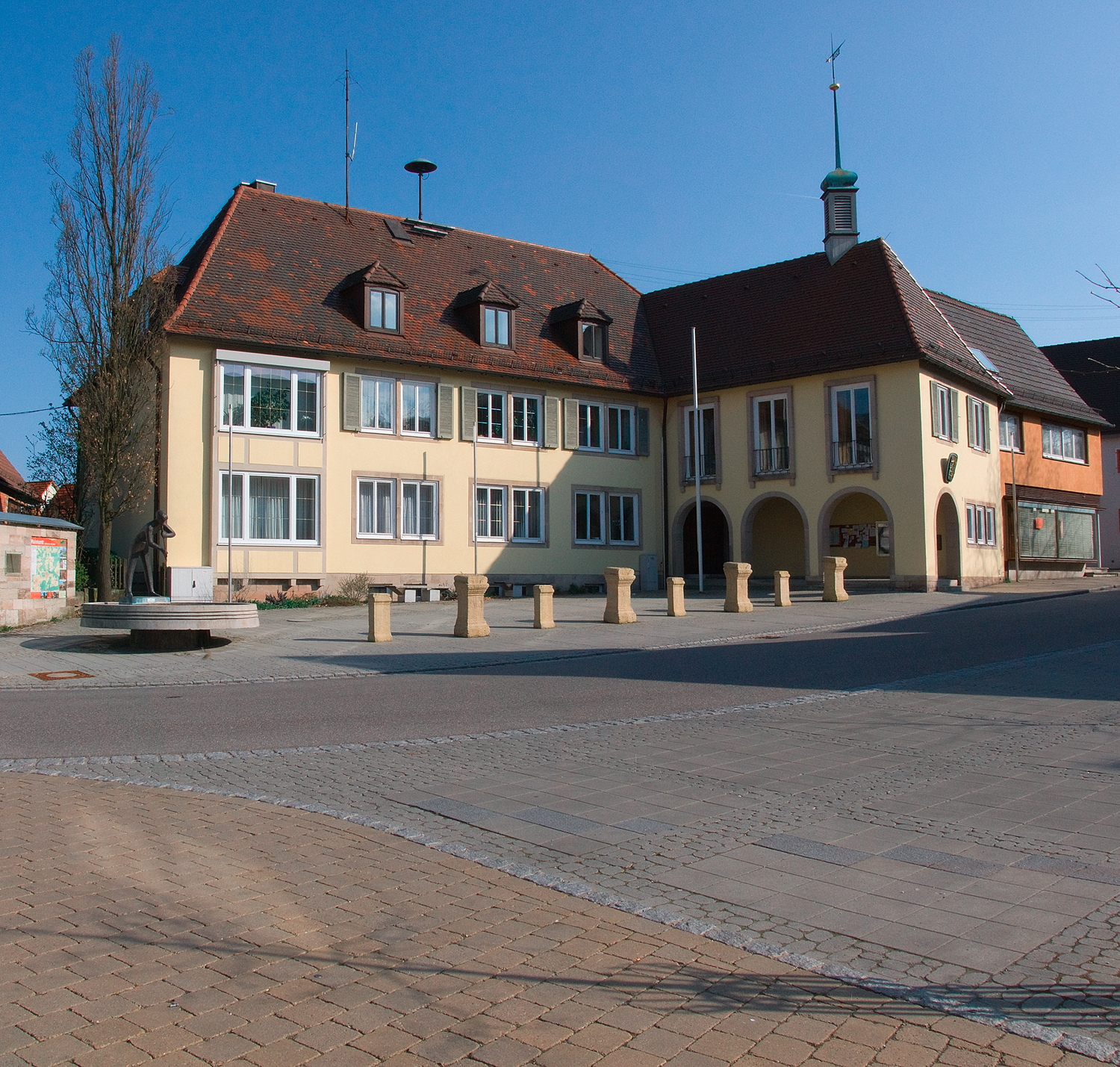
Marktplatz am Rathaus
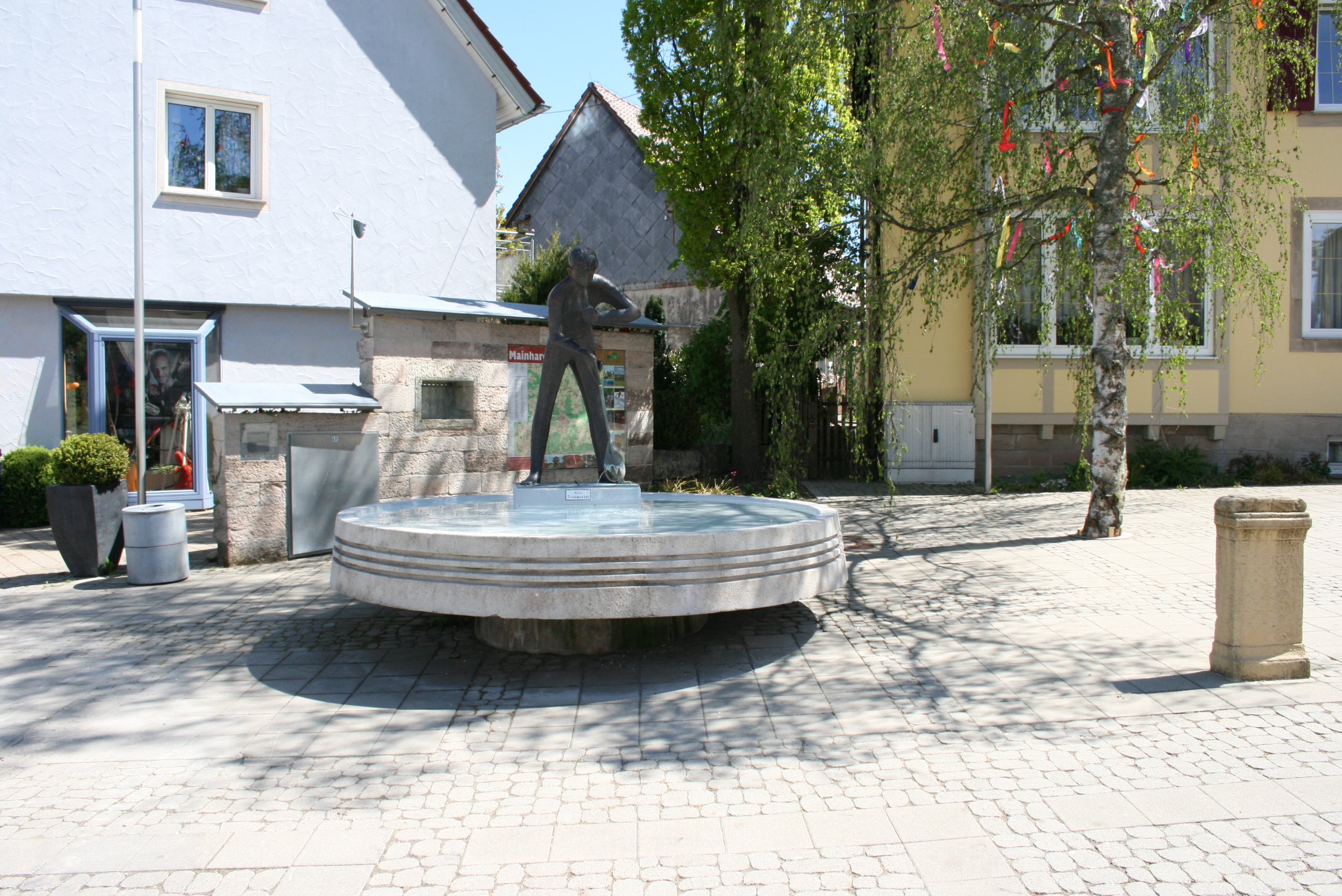
Glasmacherbrunnen
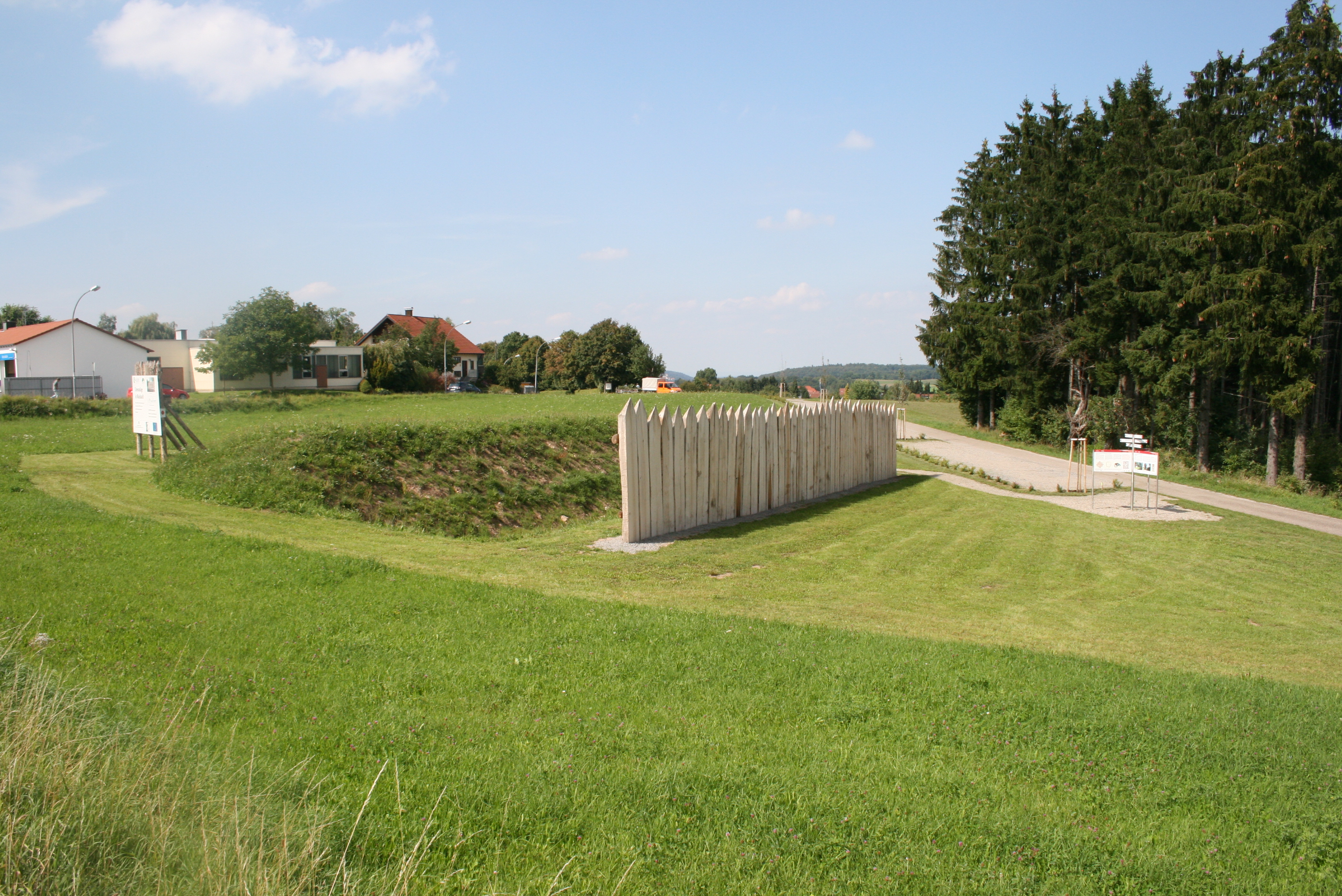
Limesrekonstruktion
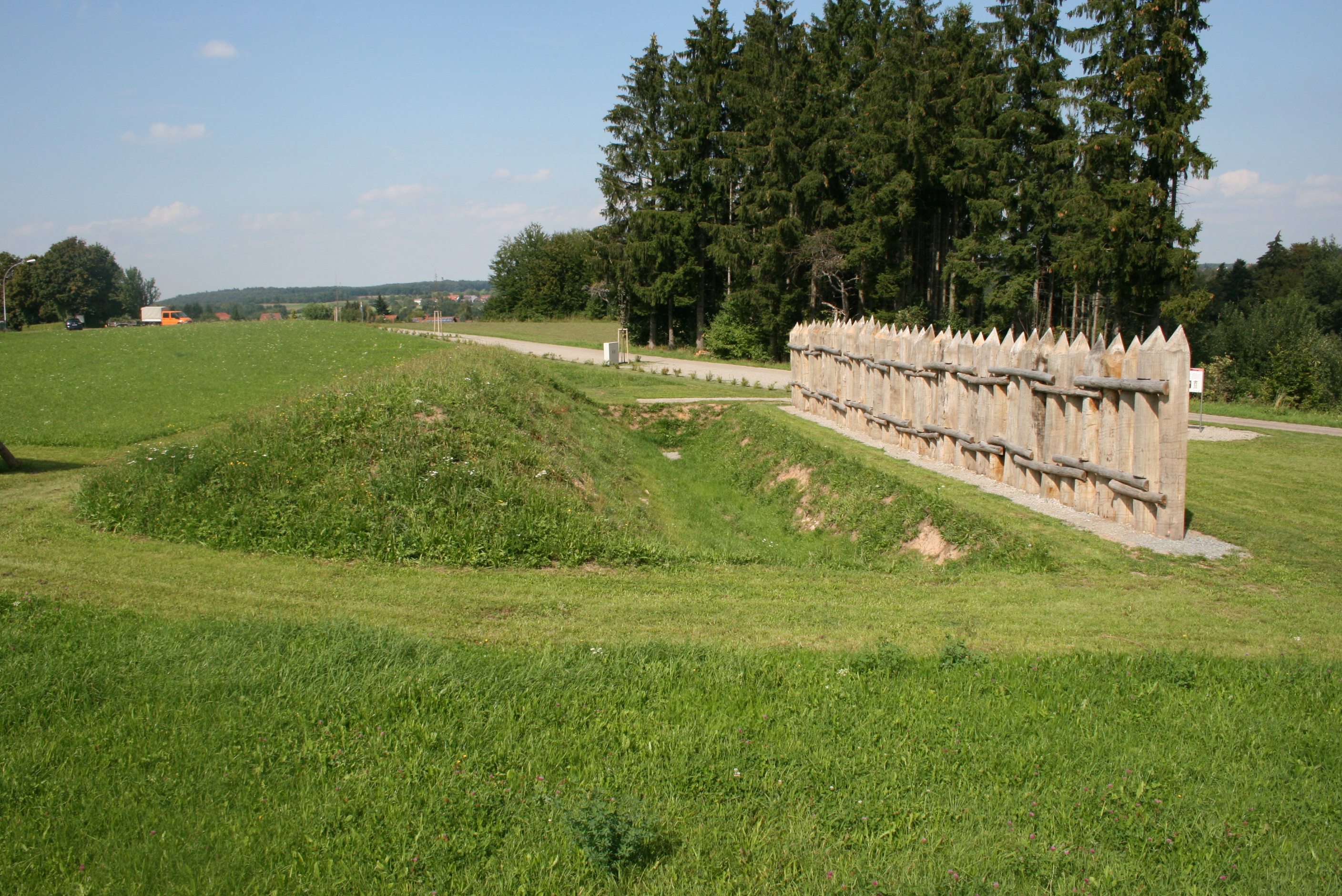
Wall, Graben, Palisade

In Mainhardt steht das „Schlössle“, ein kleines Jagdschloss, zu dem auch eine Kapelle gehörte, die die katholischen Landesherren als Gotteshaus für sich und ihre katholischen Höflinge errichteten. Heute beherbergt der Kapellenbau das örtliche Römer-Museum. Bis zum Neubau eines eigenen Kirchengebäudes für die durch Zuzug stark angewachsene katholische Kirchengemeinde in den 1960er Jahren wurden in der Kapelle noch Gottesdienste abgehalten.
Die evangelische Kirche wurde 1848 in der Pfarrgasse errichtet. Sie ist dem heiligen Veit geweiht. Ihre Ostausrichtung entspricht dem Sonnenaufgang am 8. September, Mariä Geburt.
Auf dem Marktplatz vor dem Rathaus steht eine moderne Brunnenskulptur, der so genannte Glasbläserbrunnen. Der Brunnen mit seiner Bronzefigur ist ein Werk des Neuensteiner Bildhauers Hermann Koziol. Die Figur zeigt einen Glasmacher bei der Arbeit mit der Glasmacherpfeife. Der Brunnen soll an die mittelalterliche Glasindustrie im Mainhardter Wald erinnern, die mit ihren Waldglashütten die Besiedlung und Nutzbarmachung des Mainhardter Waldes entscheidend geprägt hat.
Limes
Das Gemeindegebiet wird vom oft deutlich erkennbaren Limes, durchzogen, dem ein ausgeschilderter Wanderweg folgt. Etwas westlich des Weilers Seehäuser wurde beim ehemaligen Café Römergraben an der dort noch sehr gut erkennbaren Limes-Trasse ein öffentlich zugänglicher Wachturm im Stil römischer Holzwachtürme errichtet, der aber nicht dem historischen Vorbild entspricht.
Beim Weiler Mönchsberg liegen an einem Grill- und Rastplatz im Talgrund der Rot steinerne Relikte der abgegangenen Hankertsmühle. In der nahen Talaue hat man die Überreste eines römischen Kleinkastells entdeckt. Ins Tal des bei der Mühle mündenden Kümmelbachs ziehen sich parallel und in engem Abstand Limes und Haller Landheeg herab.
Im Jahre 2011 wurde im Rahmen des LEADER-Förderprogrammes ein Stück der Limesanlage in Mainhardt rekonstruiert; wo die Römergrenze die Trasse der heutigen B 14 querte, sieht man nun Wall, Graben und Eichenpalisaden.
Geschwister–Scholl Gedenkstelle Steinbrück

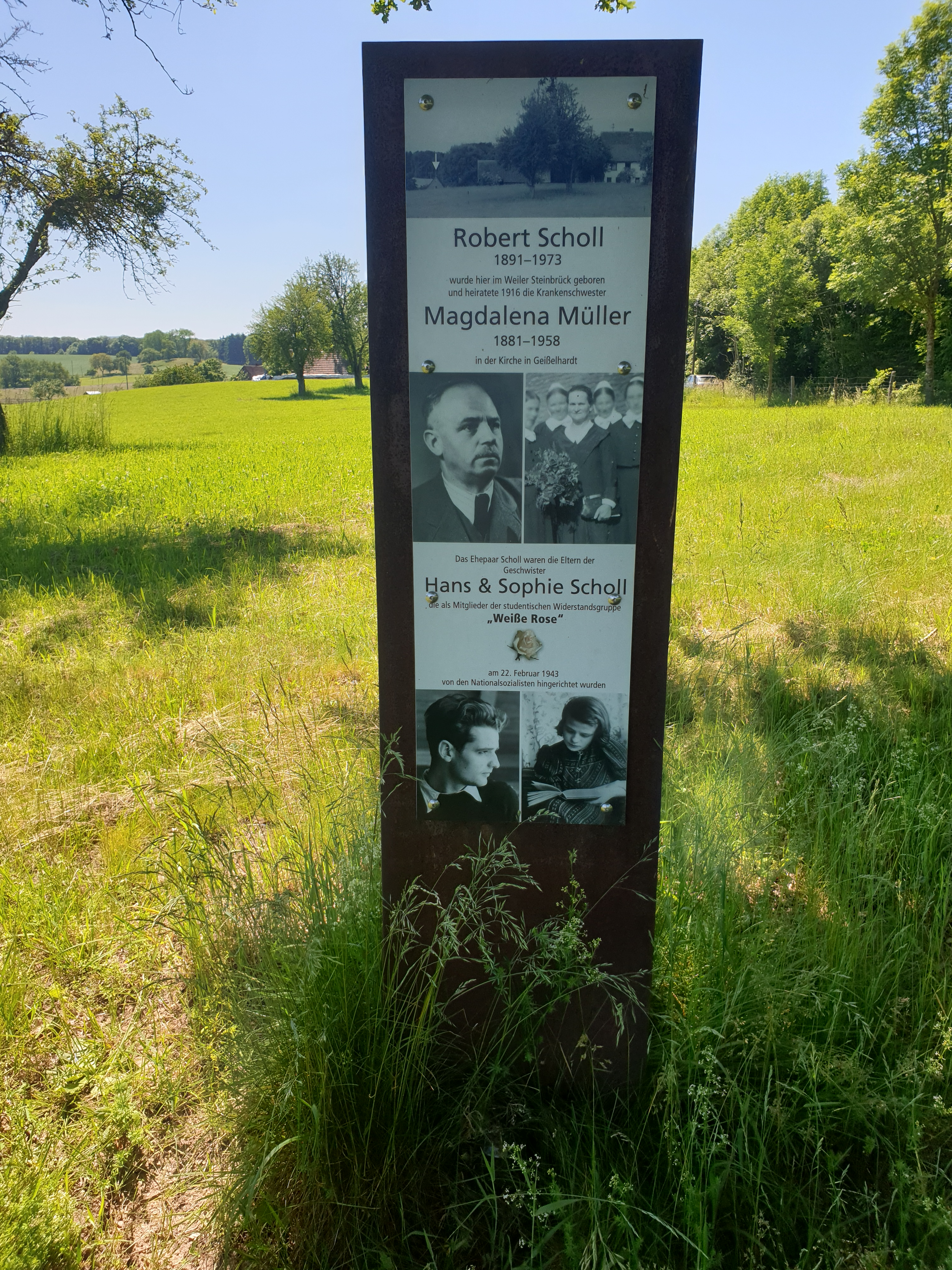
Stele in Steinbrück erinnert an Robert Scholl
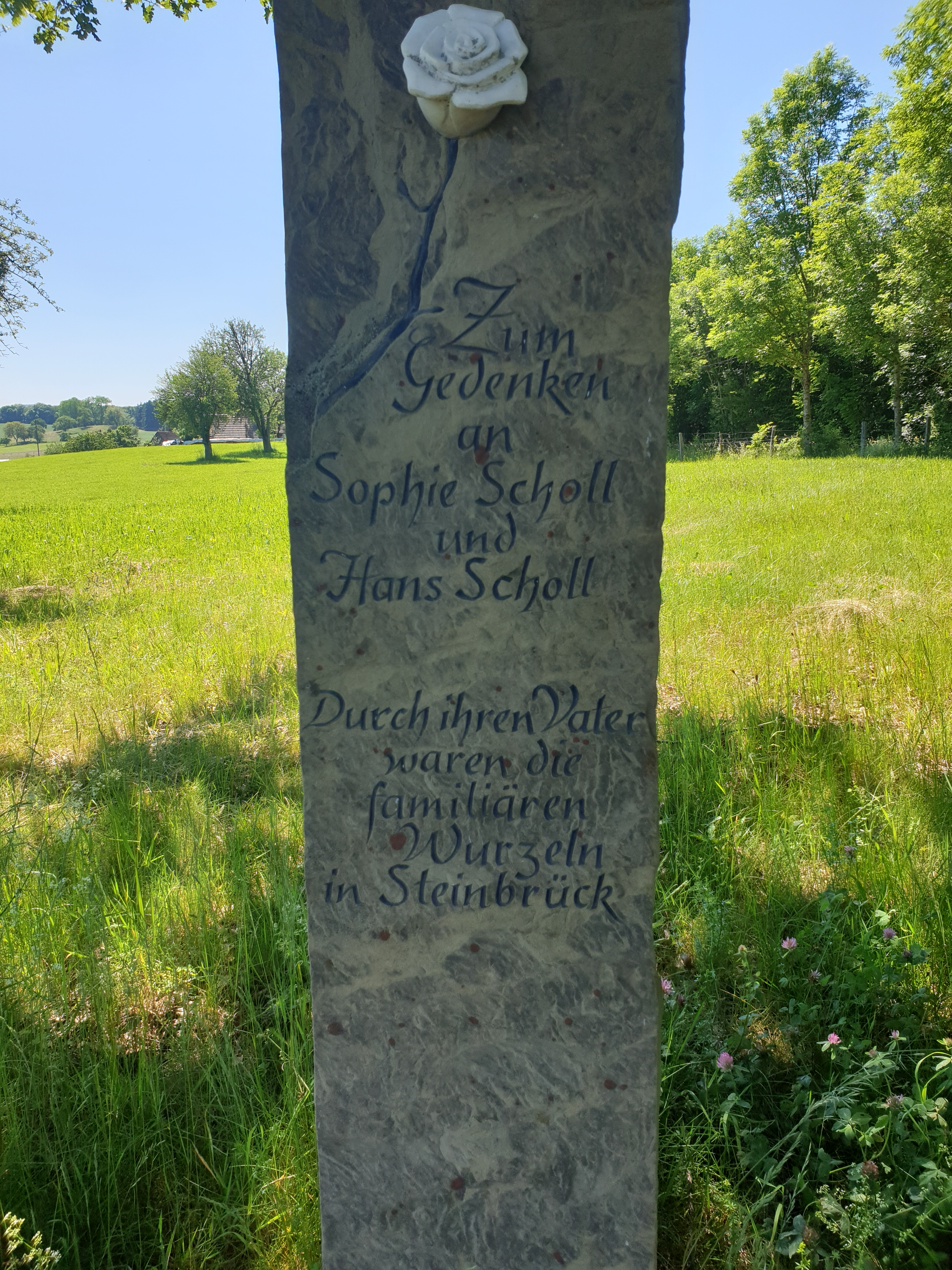
Gedenkstein für Hans und Sophie Scholl

In Steinbrück im Teilort Geißelhardt steht das Geburtshaus von Robert Scholl, dem Vater von Sophie und Hans Scholl. Im Jahr 2016 ließ eine Arbeitsgruppe engagierter Mainhardter Bürger ein Kunstprojekt errichten, zum Gedenken an die prominente Familie und deren Wurzeln im Mainhardter Wald.

⊙ Das zweiteilige Denkmal wurde direkt am Limeswanderweg, ca. 200 Meter nördlich des Schollhofes, an markanter Stelle auf freiem Feld installiert. Es besteht aus einer als Metallplatte ausgeführten Stele und einem Gedenkstein. Die Stele zeigt ein Bild mit Hinweis auf die Lage des Scholl–Hauses, sowie Fotos des Ehepaars Robert und Magdalena Scholl und ihren bekannten Kindern Sophie und Hans, den hingerichteten Mitgliedern der Widerstandsgruppe Weiße Rose. Der Stein besteht aus Neuensteiner Sandstein mit einer aufgesetzten Rose aus weißem Marmor und einer Inschrift zum Gedenken an die ermordeten Widerstandskämpfer.

## Kultur

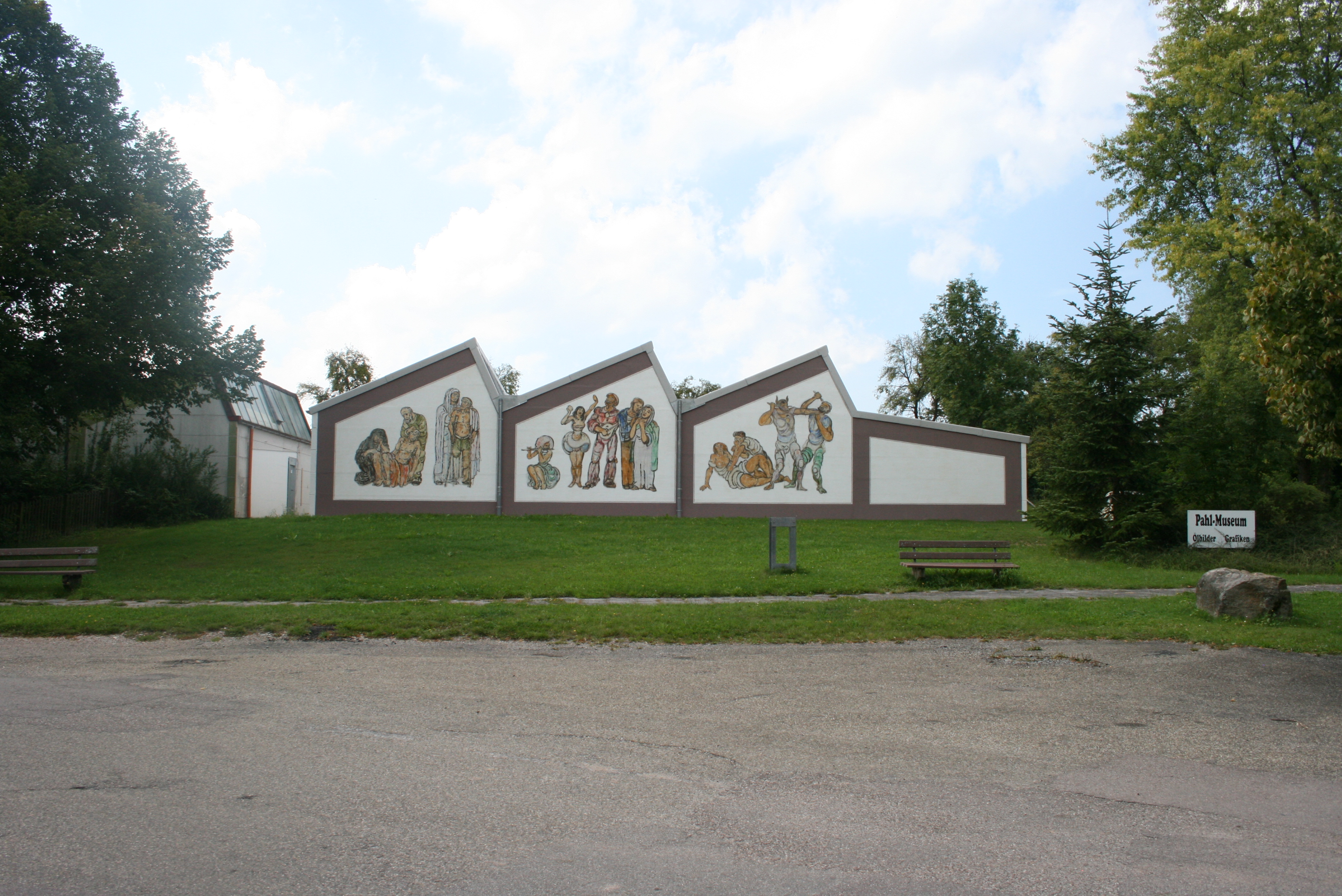
Das Pahl-Museum in Mainhardt-Gailsbach

### Freilichttheater
Im Jahre 2002 fand sich im Mainhardter Wald eine Laienschauspielergruppe zusammen, die seitdem an Originalschauplätzen in der Gemeinde Mainhardt unter freiem Himmel die Geschichte der Räuber vom Mainhardter Wald aufführt. Spielort ist derzeit der Gögelhof bei Ammertsweiler, dort war im 18. Jahrhundert die „Räuberhöhle“ der historischen Verbrecherbande. Das Stück wird mehrfach in den Sommermonaten gezeigt.

### Musik
Im Gebiet der Gemeinde Mainhardt gibt es den Musikverein Gailsbach, den Musikverein Mainhardt und daneben etliche Gesangvereine.

### Museen
In Mainhardt gibt es ein Römer Museum in dem Fundstücke aus der Römerzeit gezeigt werden.
In Teilort Gailsbach befindet sich das Pahl-Museum. Gezeigt werden Ölbilder und Grafiken des Malers und Architekten Manfred Pahl, der das Gebäude in den Jahren 1975–1983 mit eigenen Mitteln erbaute, sowie Werke seiner Ehefrau Aenne Pahl.

## Wirtschaft und Infrastruktur

### Verkehr
Durch das Gemeindegebiet führt die Bundesstraße 14, auf welche die Bundesstraße 39 trifft, sowie die Landesstraße L 1050. Der nächste Autobahnanschluss ist die Anschlussstelle 40 (Öhringen) der Bundesautobahn 6 in ca. 20 km Entfernung über die L 1050.
Der Öffentliche Personennahverkehr wird durch den Heilbronner Hohenloher Haller Nahverkehr sichergestellt.
Die nächsten Bahnhöfe befinden sich in Öhringen in ca. 20 km über die L 1050, in Bretzfeld in ca. 16 km über die L 1090 an der Strecke der Bahnstrecke Crailsheim–Heilbronn und in Sulzbach an der Murr in ca. 12 km über die B 14 zur Murrbahn.

### Radfernwege
Durch die Gemeinde führt der Deutsche Limes-Radweg. Er folgt dem Obergermanisch-Raetischen Limes über 818 km von Bad Hönningen am Rhein nach Regensburg an der Donau.

### Fernwanderwege
Mainhardt wird vom Limes-Wanderweg des Schwäbischen Albvereins, einem Teilabschnitt des Deutschen Limes-Wanderwegs, durchquert.

### Öffentliche Einrichtungen
- Mineralfreibad
- Turn- und Festhalle
- Mainhardter-Waldhalle

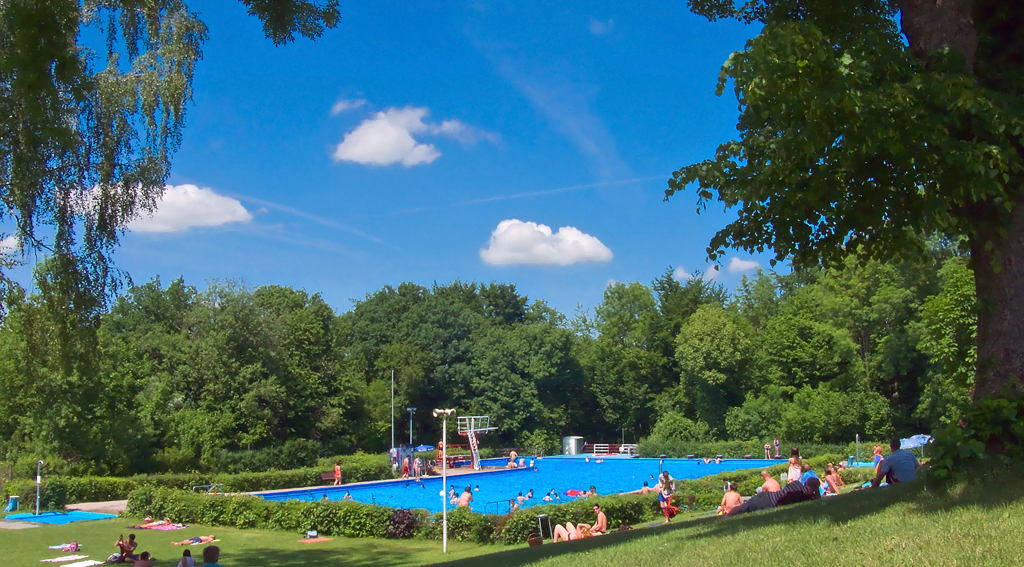
Mineralfreibad Mainhardt

- Bürgerhaus Bubenorbis (ehemalige Schule)
- Helmut-Heinzel-Halle Geißelhardt
- Dorfgemeinschaftshaus Hütten

### Bildung
- Helmut-Rau-Schule (Grund-, Haupt- und Realschule)

## Persönlichkeiten

### Ehrenbürger
- Helmuth Heinzel (1921–2012), langjähriger Bürgermeister von Geißelhardt (1948–1972) und Bubenorbis (1954–1972), dann hauptamtlicher Ortsvorsteher (verliehen 1986)[33]
- Karl-Heinz Hedrich, Bürgermeister Mainhardts 1986 bis 2010 (verliehen anlässlich seiner Verabschiedung am 12. April 2010)

### Söhne und Töchter der Gemeinde
- Hermann Mosapp (1863–1930), Theologe, Pfarrer und Oberschulrat
- Robert Scholl (1891–1973), Vater der Geschwister Scholl
- Hermann Simon (* 30. Oktober 1900 in Mainhardt; † 8. September 1978 in Stafford), deutsch-britischer Chemiker und Unternehmer

### Personen, die vor Ort gewirkt haben
- Willi Gayler (1906–2001) war von 1948 bis 1971 Leiter des Staatlichen Forstamtes Mönchsberg